# 烏里揚諾沃區

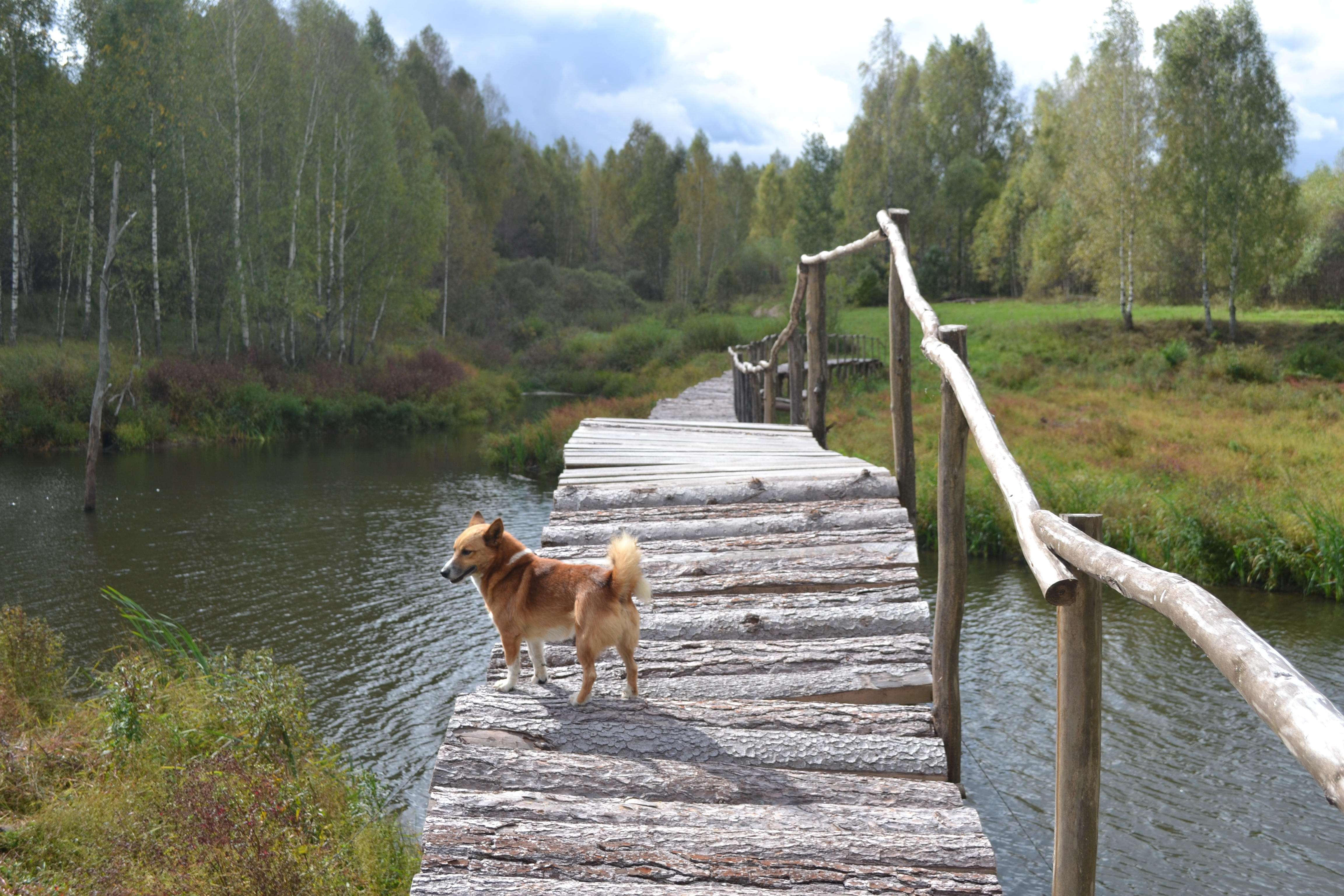

53°43′08″N 35°32′08″E / 53.71889°N 35.53556°E
烏里揚諾沃區（俄语：Ульяновский район），是俄羅斯的一個區，位於該國西部，由卡盧加州負責管轄，面積1,655.9平方公里，2010年人口7,636，人口密度每平方公里4.61人。